# Alessandro De Angeli
Alessandro De Angeli fou un baix italià actiu a la primera meitat del segle xix. Va crear dos papers per a òperes de Gioachino Rossini: Ernesto a La gazza ladra (1817) i Friulì a Bianca e Falliero (1819), totes dues a La Scala de Milà.